# Lilly Singh
Lilly Saini Singh (26 de setembro de 1988) é uma YouTuber canadense, apresentadora de televisão, comediante e autora. Lilly começou a fazer vídeos no YouTube em 2010. Ela apareceu originalmente sob o pseudônimo de Superwoman, seu nome de usuário na plataforma até 2019.
Singh lançou seu documentário A Trip to Unicorn Island (2016) e seu primeiro livro How to Be a Bawse: A Guide to Conquering Life (2017), que foi um best-seller do New York Times. De setembro de 2019 a junho de 2021, Singh atuou como produtora executiva e apresentadora do talk show noturno da NBC A Little Late with Lilly Singh, sendo a primeira pessoa de ascendência indiana a apresentar um talk show norte-americano.

## Biografia
Singh nasceu e foi criada no distrito de Scarborough, em Toronto, Ontário, Canadá. Seus pais, Malvindar Kaur e Sukvindar Singh, são imigrantes indianos de Panjabe, na Índia e a criaram como Sikh. Sua irmã mais velha, Tina, também é YouTuber. 
Lilly frequentou a Escola Pública Mary Shadd durante o ensino fundamental e, em 2006, formou-se no Lester B. Pearson Collegiate Institute em Malvern, Toronto. Ela era membro do Girl Guides of Canada e participava de seus programas para jovens. Em 2010, ela se formou na Universidade Iorque com bacharelado em psicologia.

## Carreira

### 2010–2014
Em outubro de 2010, Singh iniciou um canal no YouTube sob o pseudônimo de "IISuperwomanII". No início, Singh pretendia fazer pós-graduação como seus pais haviam solicitado, mas optou por fazer vídeos no YouTube e decidiu que voltaria à pós-graduação se sua carreira no YouTube não progredisse. Em dezembro de 2011, Singh criou um segundo canal chamado "SuperwomanVlogs", agora intitulado "Lilly Singh Vlogs", onde ela narra suas atividades diárias e inclui cenas de bastidores de seus vídeos. Ela o usou como segundo canal para enviar vídeos até agosto de 2014, quando começou a enviar vlogs. Singh apareceu como dançarina de fundo nos filmes Speedy Singhs e Thank You em 2011.
Em 2013, Singh apareceu ao lado de Jassi Sidhu em sua música Punjabi Hipshaker. Ela participou da música Mauj Ki Malharein, que tocou no filme de drama Gulaab Gang em agosto de 2014. Em julho do mesmo ano, ela lançou uma música intitulada #LEH em colaboração com seu amigo, autor e rapper Kanwer Singh, que é conhecido pelo pseudônimo de "Humilde, o Poeta". Em 2014, Singh apareceu em um pequeno papel na produção de comédia e drama canadense Dr. Cabbie. Em 2014, ela foi indicada ao Shorty Awards e ao Streamy Awards.

### 2015–2018

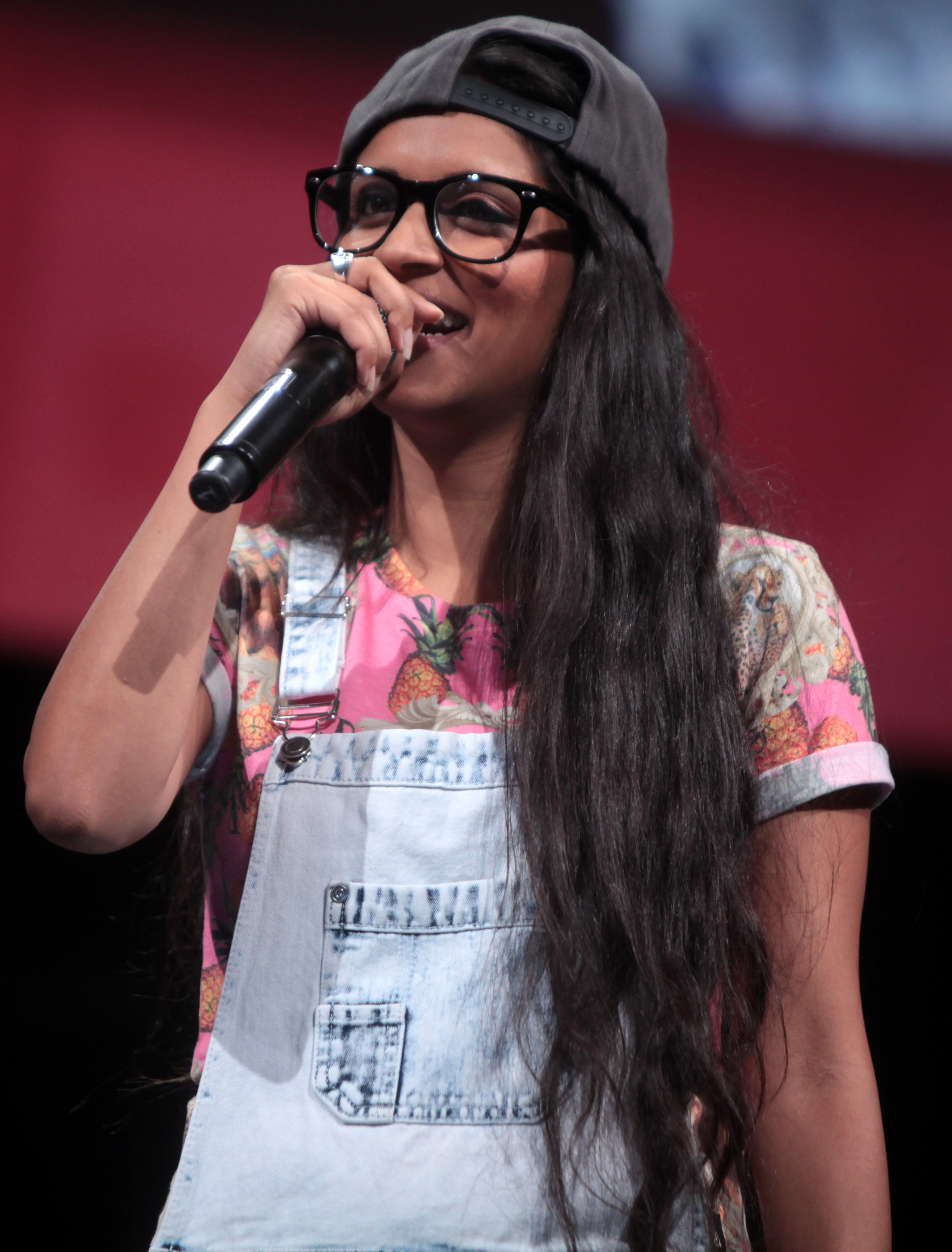
Lilly na VidCon.

Em 2015, ela alcançou a 8º posição na lista da Forbes das estrelas mais lucrativas do YouTube. Em 2016, ela foi incluída na lista da Forbes dos YouTubers mais bem pagos do mundo, ficando em terceiro lugar e ganhando US$ 7,5 milhões. Em 2018, ela foi mais uma vez classificada na lista da Forbes das estrelas mais bem pagas do YouTube no mundo, em décimo lugar, ganhando cerca de US$ 10,5 milhões. Em fevereiro de 2022, ela possuía 14,7 milhões de assinantes e mais de três bilhões de visualizações em seu canal.
Ela gravou e lançou outro videoclipe em fevereiro de 2015, intitulado The Clean Up Anthem, em colaboração com o artista canadense Sickick. Em março de 2015, a influencer iniciou uma turnê mundial chamada "A Trip to Unicorn Island", adaptando seu conteúdo no YouTube e incluindo canto, dança, apresentações musicais, e comédia. Sua turnê abrangeu Índia, Austrália, Hong Kong, Singapura, Dubai, Trinidad e Tobago, Reino Unido e Estados Unidos. Ela documentou a turnê em seu primeiro longa-metragem, A Trip to Unicorn Island, que também descreve como a fama no YouTube está afetando sua vida. O filme foi lançado em 10 de fevereiro de 2016, no YouTube Premium.
Singh foi escalado para a adaptação cinematográfica de Fahrenheit 451 da HBO depois de gravar um teste fora de um cibercafé em Melbourne, Austrália.
Em outubro de 2017, ela organizou a Macha das Vadias, um movimento promovido por Amber Rose. Em novembro de 2017, Singh também foi escolhida como embaixadora da marca de shampoos Pantene e patrocinou a Calvin Klein. Em 2018, Singh apareceu no videoclipe de "Girls Like You" do Maroon 5, juntamente com Cardi B.
Em 2018, Singh estrelaria o piloto da NBC, Bright Futures. O show foi posteriormente cancelado pela rede e o episódio piloto não saiu do ar. Em 13 de abril de 2018, Singh informou que havia lançado sua própria produtora, Unicorn Island Productions.

### 2019–presente

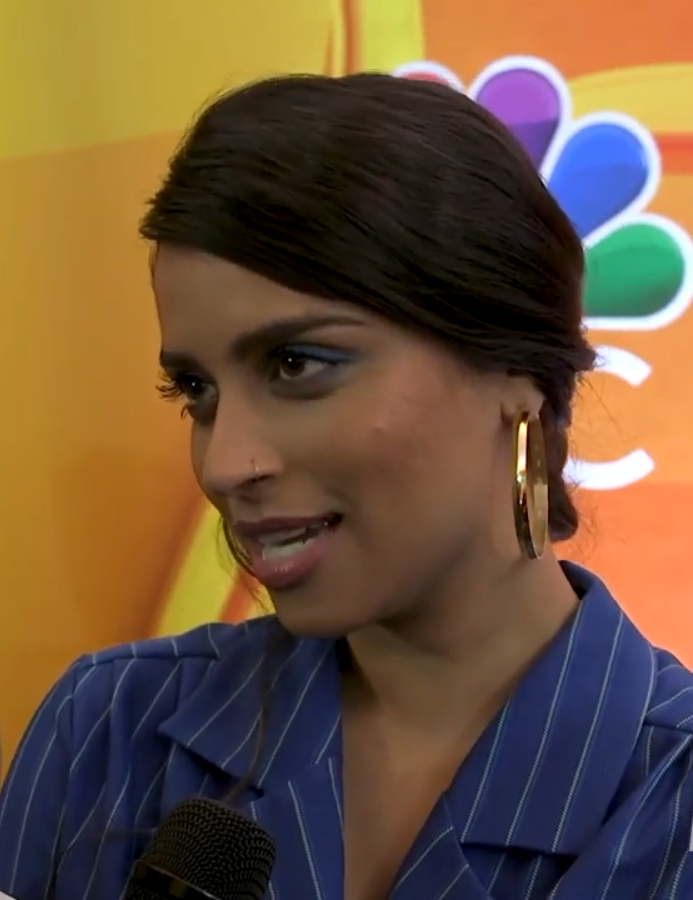
Lilly na NBC em 2019.

Em março de 2019, a NBC anunciou que Singh apresentaria um novo talk show, A Little Late with Lilly Singh, que sucedeu Last Call with Carson Daly após o final da série no final do ano. Ela promoveu o show durante o final da temporada de America's Got Talent. O programa estreou em 16 de setembro de 2019, com críticas positivas da crítica, mas com baixa audiência. Em 13 de maio de 2020, a NBC renovou A Little Late with Lilly Singh para uma segunda temporada. Em 6 de maio de 2021, Singh e NBC anunciaram que A Little Late with Lilly Singh terminará após 2 temporadas.
Ela estava programada para sediar o 31º GLAAD Media Awards em março de 2020, antes de ser cancelado devido à pandemia de COVID-19. Em 18 de agosto de 2020, Singh anunciou no Today Show que estrelaria, escreveria e produziria um programa de comédia intitulado Sketchy Times com Lilly Singh. O show foi lançado no dia 29 de outubro, no Peacock.
Ela apareceu como Liv na segunda temporada da série Hulu Dollface, que estreou em 11 de fevereiro de 2022. Em outubro de 2021, foi divulgado que Lilly seria jurado na segunda temporada de Canada's Got Talent, que estreou em março de 2022. Ela também estrelou The Muppets Mayhem para Disney+, que foi anunciado em 7 de março de 2022. O show recebeu críticas em sua maioria positivas.
Após a assinatura de um contrato inicial com a Bell Media, foi anunciado que Singh apresentaria o novo programa de perguntas e respostas CTV intitulado Battle of the Generations, que estreou em 19 de junho de 2023.
Em 2024, Singh estrelou o filme Doin' It, dirigido por Sara Zandieh e com estreia no South by Southwest, recebendo críticas mistas.

## Vida pessoal
Singh  que desenvolveu uma forte conexão com sua herança Punjabi durante visitas à Índia. Embora tenha sido criada como sique, ela afirmou em uma postagem no Instagram que não segue nenhuma religião, mas acredita na existência de Deus. Ela lutou contra a depressão e a aracnofobia e começou a produzir vídeos no YouTube como forma de lidar com seus sentimentos. Quando jovem, ela morou com os pais em Markham, Ontário. Em fevereiro de 2019, Singh se declarou bissexual nas redes sociais.
Em julho de 2020, Singh anunciou que ela e outras celebridades estavam formando um time da Liga Nacional de Futebol Feminino denominada Angel City FC, que começou a jogar em 2022.

## Filmografia

### Filme
| Year | Title                              | Role                  | Notes             |
| ---- | ---------------------------------- | --------------------- | ----------------- |
| 2011 | Thank You                          | Desconhecido          |                   |
| 2011 | Speedy Singhs                      | Bhangra dancer        |                   |
| 2014 | Gulaab Gang                        | Ela mesma             |                   |
| 2014 | Dr. Cabbie                         | Lilly                 |                   |
| 2016 | A Trip to Unicorn Island           | Ela mesma             |                   |
| 2016 | Ice Age: Collision Course          | Misty / Bubbles (voz) |                   |
| 2016 | Bad Moms                           | Cathy                 | [ 41 ]            |
| 2017 | F the Prom                         | Miss Fallsburg        | Aparição especial |
| 2021 | Riverdance: The Animated Adventure | Penny (voz)           | [ 43 ]            |
| 2022 | The Bad Guys                       | Tiffany Fluffit (voz) |                   |
| 2024 | Doin' It                           | Maya                  | [ 44 ]            |
| 2024 | Hitpig!                            | Pickles (voz)         |                   |
| 2025 | The Bad Guys 2                     | Tiffany Fluffit (voz) |                   |

### Televisão
| Year      | Title                                | Role                    | Notes                                          |
| --------- | ------------------------------------ | ----------------------- | ---------------------------------------------- |
| 2016      | Life in Pieces                       | Amanda                  | Episódio: "Window Vanity Dress Grace"          |
| 2016      | The Chica Show                       | Ela mesma               | [ 47 ]                                         |
| 2017      | Bizaardvark                          | Ela mesma               | Episódio: "Paige's Birthday Is Gonna Be Great" |
| 2017      | Canada: The Story of Us              | Ela mesma               | Episódio: "Connected (1824–1890)"              |
| 2018      | Fahrenheit 451                       | Raven                   | Transmissão HBO                                |
| 2019      | The Substitute                       | Ela mesma               | Episódio: "Lilly Singh"                        |
| 2019–2021 | A Little Late with Lilly Singh       | Ela mesma               | Talk show                                      |
| 2020      | Medical Police                       | Baroness Von Eaglesburg | Episódio: "Real Heavy Hitter"                  |
| 2020      | One World: Together at Home          | Ela mesma               |                                                |
| 2020      | Together in Pride: You Are Not Alone | Ela mesma               |                                                |
| 2020      | The Simpsons                         | Kensey (voz)            | Episódio: "The Hateful Eight-Year-Olds"        |
| 2020      | The Red Nose Day Special             | Ela mesma               |                                                |
| 2020      | WE Celebrate: Class of 2020          | Ela mesma/Host          |                                                |
| 2020      | Sketchy Times with Lilly Singh       | Ela mesma               | Show de comédia de esquetes                    |
| 2021–2022 | Mira, Royal Detective                | Cameo                   |                                                |
| 2022–2024 | Canada's Got Talent                  | Ela mesma               |                                                |
| 2022      | Dollface                             | Liv                     |                                                |
| 2022      | Cardi Tries                          | Ela mesma               | Episódio: "Cardi Tries Firefighting"           |
| 2023      | The Muppets Mayhem                   | Nora                    | Papel recorrente                               |
| 2023      | Battle of the Generations            | Ela mesma               | Apresentadora                                  |
| 2023      | 95th Academy Awards                  | Ela mesma               | Coapresentadora                                |
| 2024      | Billboard Women in Music             | Ela mesma               | Apresentadora                                  |

## Prêmios e indicações
| Ano                     | Prêmio                 | Categoria                                           | Resultado                         | Refs          |  |
| ----------------------- | ---------------------- | --------------------------------------------------- | --------------------------------- | ------------- |  |
| 2014                    | Shorty Awards          | YouTube (comediante)                                | Indicado                          | [ 53 ]        |  |
| 2014                    | Streamy Awards         | Melhor canção original                              | Indicado                          |               |  |
| 2015                    | MTV Fandom Awards      | Superestrela Social do Ano                          | Venceu                            | [ 54 ]        |  |
| 2015                    | Teen Choice Awards     | Choice Web Star: Comedy                             | Indicado                          | [ 55 ]        |  |
| 2015                    | Shorty Awards          | YouTube (comediante)                                | Indicado                          | [ 56 ]        |  |
| 2015                    | Streamy Awards         | Primeira colocada                                   | Venceu                            | [ 57 ] [ 58 ] |  |
| 2016                    | Teen Choice Awards     | Choice Web Star: Comedy                             | Venceu                            | [ 59 ] [ 60 ] |  |
| 2016                    |                        | YouTuber                                            | Indicado                          | [ 61 ]        |  |
| 2016                    | Shorty Awards          | YouTuber do Ano                                     | Indicado                          | [ 62 ]        |  |
| 2016                    | Streamy Awards         | Apresentação                                        | Venceu                            | [ 63 ] [ 64 ] |  |
| 2016                    |                        | Audiência do Ano                                    | Indicado                          |               |  |
| 2016                    |                        | Campanha Social                                     | Venceu                            |               |  |
| 2016                    | 2017                   | People's Choice Awards                              | Personalidade do YouTube Favorita | Venceu        |  |
| Teen Choice Awards      | 2017                   | Comediante                                          | Indicado                          |               |  |
|                         | 2017                   | Comediante                                          | Indicado                          |               |  |
|                         | 2017                   | Estrela feminina                                    | Indicado                          |               |  |
|                         | 2017                   | YouTuber                                            | Indicado                          |               |  |
| Streamy Awards          | 2017                   | Entretenimento                                      | Indicado                          |               |  |
|                         | 2017                   | Primeira colocada                                   | Venceu                            |               |  |
|                         | 2017                   | Colaboração                                         | Indicado                          |               |  |
|                         | 2017                   | Campanha Influencer                                 | Power Rangers (com Dude Perfect)  | Indicado      |  |
|                         | 2017                   | Purpose Awards Honoree, Criador                     | Venceu                            |               |  |
| Shorty Awards           | 2017                   | YouTuber do Ano                                     | Indicado                          |               |  |
| Goodreads Choice Awards | 2017                   | Melhor Não ficção                                   | Venceu                            |               |  |
| 2018                    | Shorty Awards          | Conteúdo da Década                                  | Indicado                          |               |  |
| 2019                    | Streamy Awards         | Audiência do Ano                                    | Indicado                          |               |  |
| 2019                    | Kids' Choice Awards    | Estrela social favorita                             | Indicado                          |               |  |
| 2019                    | Teen Choice Awards     | Estrela favorita                                    | Indicado                          |               |  |
| 2019                    |                        | Comediante                                          | Indicado                          |               |  |
| 2020                    | Kids' Choice Awards    | Estrela favorita                                    | Indicado                          |               |  |
| 2020                    | Canadian Screen Awards | Cogeco Fund Audience Choice Award                   | Indicado                          |               |  |
| 2020                    | GLAAD Media Awards     | Outstanding Variety ou Talk Show (Episódio)         | Indicado                          | [ 65 ] [ 66 ] |  |
| 2020                    | The Queerties          | Closet Door Bustdown                                | Indicado                          | [ 67 ]        |  |
| 2020                    | Daytime Emmy Awards    | Outstanding Interactive Media for a Daytime Program | Indicado                          |               |  |
| 2021                    | GLAAD Media Awards     | Outstanding Variety or Talk Show Episode            | Indicado                          |               |  |
| 2021                    | MTV Movie & TV Awards  | Melhor Talk Show                                    | Indicado                          |               |  |
| 2023                    | Canadian Screen Awards | Host or presenter, factual or reality/competition   | Indicado                          |               |  |
| 2023                    | Webby Awards           | Responsabilidade Social                             | Indicado                          | [ 68 ]        |  |
| 2024                    | Kids' Choice Awards    | Estrela Feminina da TV                              | Indicado                          |               |  |
| 2024                    | Canadian Screen Awards | Apresentadora de reality/competição                 | Indicado                          |               |  |